# Международен съюз по биатлон
Международен съюз по биатлон (на английски: International Biathlon Union; на немски: Internationale Biathlon-Union, IBU) – международна организация, обединяваща национални федерации и други организации, организиращи състезания по биатлон. Щаб-квартирата на съюза е в Залцбург, Австрия.

## История
Международният съюз по биатлон е основан на 2 юли 1993 г. в Лондон, след приемането на решение за изключване на биатлона и биатлонистите от Международния съюз по модерен петобой (на френски: Union de Pentathlon Moderne et Biathlon, UIPMB). В съюза се включват 57 национални организации. Окончателното отделяне от UIPMB е на III конгрес на IBU през юни 1998 г. През август 1998 г. Международният олимписки комитет признава IBU като независима федерация по олимпийски спорт.
Щаб-квартирата на IBU открита официално на 12 декември 1993 г. в Залцбург и е регистрирана в съответствие с изискванията на Австрийското законодателство като щаб-квартира на международна организация през 1999 г.

## Структура
Висшият орган на IBU е Конгресът, който се провежда веднъж на две години. Конгресът утвърждава устава на съюза и правилата за провеждане на състезания, избира ръководство на съюза и определя местата за провеждане на световни първенства.
Уставът на IBU е приет на учредителния конгрес през 1993 г.
Последният VIII конгрес е проведен през септември 2008 г. в Прага. Следващият трябва да се състои в 2010 в Санкт-Петербург.
Текущото управление на дейностите на организацията се осъществява от Изпълнителен Комитет на Международния съюз (на английски: IBU Executive Board), който се събира при необходимост от вземане на решения. Комитетът утвърждава календара на състезанията, приема кадрови решения, които не са от изключителната компетенция на конгреса на съюза а също и дисциплинарни решения отношение на спортистите извършили сериозни нарушения на правилата в това число приемане на непозволени вещества.
Президент на съюза от основаването му неизменно е Андерс Бессеберг, Норвегия. През 2006 г. той е преизбран за пореден 4-годишен срок.
Официалните езици на IBU са английски, немски и руски.

## Провеждани състезания

### Световно първенство по биатлон
Провежда се от 1958 г. Стартовете по време на световно първенство носят точки за класирането за световната купа.

### Световна купа по биатлон
Серия от международни състезания в рамките на един зимен сезон. В зависимост от класирането във всеки старт се начисляват точки според които в края на сезона се определя и крайното класиране. Водят се отделни класации за всяка дисциплина, общо класиране, класиране по нации в щафетата както и отделно общо класиране по нации, което се определят националните квоти за участие през следващия сезон.

### Световно първенство по биатлон за младежи
Провежда се ежегодно от 1967 г. за мъже и от 1989 г. за жени. Включва две отделни класирания: За младежи на възраст 20 – 21 г. към началото на календарната година и юноши/девойки до 19 г. въпреки че в някои дисциплини стартът може да е общ за двете възрастови групи.

### Европейски състезания
Купата на IBU (бивша Европейска Купа) и Европейският шампионат са състезания от „втора категория“. В тях по правило участват биатлонисти в началото на кариерата си или такива които не могат да попаднат в основния състав за световната купа. Дисциплините са същите както и при световната купа без масов старт и смесена щафета.
Всички европейски състезания са открити което позволява участие на спортисти от други континенти.

#### Открито Европейско първенство по биатлон
Европейското първенство се провежда ежегодно от 1994 г. за мъже, жени, юноши и девойки.
От 2009 г. за участие се допускат само спортисти, които към началото на календарната година нямат навършени 27 години. На практика това превръща Европейското първенство в световно първенство за младежи.

#### Купа на IBU по биатлон
Купата на IBU (до сезон 2008 – 2009 – Открита Европейска купа), както и световната купа е верига от състезания. Състезанията от купата на IBU са квалификация за световната купа. Според правилата, за да бъде допуснат за участие в световната купа състезателят трябва да постигне време на европейско състезание по спринт или индивидуален старт не по лошо от 20% от усредненото време на първите трима. Има и други начини за квалификация – например за юношите преминаващи в старшата група се отчитат класиранията в световното първенство за юноши.

### Континентални състезания
IBU провежда и състезания за купите на Азия, Северна и Южна Америка а също и регионални състезания като например Купа на Балканите, Северна купа включваща Скандинавия, Северна Америка и Русия.

### Летен биатлон
При летния биатлон придвижването по трасето може да е с бягане (крос), „летни ски“ или велосипед. Дисциплините са същите както при зимния биатлон, но правилата за провеждането им са различни. При кросовия биатлон например винтовките не се носят по дистанцията.

### Биатлон с лък
До 2005 г. IBU развива и вид биатлон в който стрелбата се извършва с лък в партньорство с Международната федерация по стрелба с лък (на френски: Fédération Internationale de Tir à l'Arc, FITA). От 2006 този вид биатлон е извън компетенцията на IBU.

### Други състезания
Международният съюз по биатлон участва в Зимни олимпийски игри и Зимни Универсиади като организация, отговаряща за провеждане на състезанията по биатлон.

## Борба с допинга
IBU участва активно в борбата против допинга. Това е една от първите спортни федерации въвели кръвни проби. Още през февруари 1994 г. медицинския комитет и изпълнителния комитет на IBU провеждат дискусия по контрола на кръвта на състезателите. За пръв път кръвни проби са взети по време на състезанията за световната купа в Бад Гащайн, Австрия през 1994 г. През сезон 1997 – 1998 започват измервания на хематокрита в кръвта на състезателите. През сезон 2000 – 2001 е сключен договор с Международната антидопингова агенция за извънсъстезателен контрол.